# Fájez esz-Szarrádzs
Fájez Musztafa esz-Szarrádzs (arabul فائز السراج vagy فايز السراج) (Tripoli, 1960. február 20. –) a Líbiai Elnöki Tanács elnöke és Líbia miniszterelnöke. A Nemzeti Megállapodás Kormányát (NMK) vezeti, amely a 2015. december 17-én kötött Líbiai Politikai Megegyezés alapján született. A tripoli parlament tagja.
Hiába igyekezett kormánya befolyását kiterjeszteni az egész országra, Líbiát egymással vetekedő politikai csoportok tartják felosztva.

## Élete
Gazdag és befolyásos tripoli családban született, amely üzleteket és nagy földterületeket birtokolt. Apja, Musztafa esz-Szarrádzs miniszter volt a Líbiai Királyság idején és a modern Líbia egyik alapítójának számított.
Fájez esz-Szarrádzs építészetet tanult, és a Kadhafi-korszakban a lakásügyi minisztériumban dolgozott. 2014-ben az Általános Nemzeti Kongresszushoz (ÁNK) tartozó, Ahmed Omar Majtík vezette kormányban lakásügyi és közszolgáltatási miniszter volt. Egyes kritikusai szerint külföldi hatalmak helyezték el a politikában.
A 2014-es választások után két kormány is volt Líbiában: az iszlamista dominanciájú Új Általános Nemzeti Kongresszus kormánya Tripoliban és a nemzetközileg elismert Képviselőház kormánya Tobrukban.

### Elnöksége
2015 kora októberében Bernardino León, az ENSZ líbiai követe olyan nemzeti egységkormányt javasolt, amelyet Fájez esz-Szarrádzs vezetne, az ország keleti, nyugati és déli régiói egy-egy tagot delegálnának, és ezt az elnöki tanácsot két miniszter egészítené ki. Ezt a javaslatot azonban elutasította nemzetközileg elismert tobruki kormány és tripoli riválisa is.
Fájez esz-Szarrádzs 2016. március 30-án az elnöki tanács és kormány hat másik tagjával érkezett Tripoliba. A jelentések szerint másnap a Nemzeti Megállapodás Kormánya elfoglalta a miniszterelnöki irodákat és az Általános Nemzeti Kongresszus (ÁNK) kinevezte miniszterelnök, Kalifa al-Gavil egyes források szerint Miszratába menekült.
2016. október 14-én az ÁNK-hoz hű erők elfoglalták a Magas Államtanács épületét és bejelentették az al-Gavil kormány visszatértét. A Szarrádzshoz, illetve a Gavilhoz hű erők közt harcok törtek ki.

## A Nemzeti Megállapodás Kormánya
Az ENSZ által tető alá hozott politikai megegyezés alapján Szarrádzs 2015 decembere óta a Nemzeti Megállapodás Kormánya miniszterelnöke.
2016. márciusi Tripoliba érkezését megelőzően Szarrádzs két merényletet is túlélt.
Kormánya nem tudta megszerezni a Líbia egész területe feletti ellenőrzést és az ország megosztott maradt.
Szarrádzs kormánya ellen a Tobrukban ülésező Képviselőház bizalmatlansági indítványt szavazott meg. A rivális milíciák közti torzsalkodás csak erősödött. A líbiaiak gazdasági nehézségekkel, inflációval, korrupcióval és csempészettel szembesültek és az ország készpénztartalékai elapadtak.
A kormányt létresegítő ENSZ is aggodalmait fejezte ki az előrehaladást illetően. 2016 decemberében a Biztonsági Tanács elismerte, hogy a kormány hatalma részleges és hogy a líbiai politikai megállapodás nem váltotta be a hozzá fűzött reményeket.
Hónapokkal ezután, 2017 áprilisában az ENSZ Biztonsági Tanácsa üléséről készült összefoglaló figyelmeztetett, hogy "Líbia konfliktusba süllyedhet", és hogy a kormány nehezen volt képes ellátni az alapvető szolgáltatásokat, miközben a terrorizmus, az illegális bevándorlás és az olajcsempészet ellen küzdött".”
2017-et végigkövette a spekuláció, hogy egyetértés született a Nemzeti Megállapodás Kormánya és a Líbiai Politikai Megállapodás átalakítására.

## Fordítás
- Ez a szócikk részben vagy egészben  a   Fayez al-Sarraj című angol Wikipédia-szócikk ezen változatának fordításán alapul.  Az eredeti cikk szerkesztőit annak laptörténete sorolja fel. Ez a jelzés csupán a megfogalmazás eredetét és a szerzői jogokat jelzi, nem szolgál a cikkben szereplő információk forrásmegjelöléseként.